# Open GDF SUEZ du Périgord 2013
L'Open GDF SUEZ du Périgord 2013 è stato un torneo di tennis facente parte della categoria ITF Women's Circuit nell'ambito dell'ITF Women's Circuit 2013. Il torneo si è giocato a Périgueux in Francia dal 24 al 30 giugno 2013 su campi in terra rossa e aveva un montepremi di $25,000.

## Vincitrici

### Singolare
Teliana Pereira ha battuto in finale  Daniela Seguel con il punteggio di 6–1, 6–4.

### Doppio
Michaela Hončová /  Laura Thorpe hanno battuto in finale  Anna Katalina Alzate Esmurzaeva /  Dia Evtimova con il punteggio di 7–6(3), 6–1.